# Argyroploce
Argyroploce is een geslacht van vlinders uit de familie van de bladrollers (Tortricidae) en de onderfamilie Olethreutinae.

## Soorten
- A. acroplecta Meyrick, 1921
- A. aeolantha Meyrick, 1914
- A. affluens Meyrick, 1921
- A. alphestis Meyrick, 1922
- A. anaclina Meyrick, 1921
- A. angustifascia Turner, 1925
- A. anthologa Meyrick, 1911
- A. apicipunctana (Walsingham, 1891)
- A. aquilonana Karvonen, 1932
- A. arbutella (Linnaeus, 1758)  - kardinaalsbladroller
- A. arithmetica Meyrick, 1922
- A. arsiptera Meyrick, 1921
- A. asterota Meyrick, 1918
- A. auchmera Turner, 1946
- A. aviana Falkovich, 1959
- A. brevibasana (Walsingham, 1891)
- A. camillana Kennel, 1918
- A. capreolana (Herrich-Schäffer, 1851)
- A. carceraria Meyrick, 1913
- A. caryocoma Meyrick, 1918
- A. caryothicta Meyrick, 1920
- A. catapittoma Walsingham, 1900
- A. caucasicana (Kennel, 1900)
- A. caveata Meyrick, 1911
- A. clavifera Meyrick, 1920
- A. concretana (Wocke, 1862)
- A. criopis Meyrick, 1928
- A. cyanostola Meyrick, 1937
- A. cyphophragma Meyrick, 1931
- A. chasmodes Meyrick, 1911
- A. chlorosaris Meyrick, 1914
- A. dalecarliana (Guenée, 1845)
- A. dissimilis (Felder & Rogenhofer, 1875)
- A. dissolutana (Stange, 1886)
- A. distorta (Hampson, 1905)
- A. doubledayana (Barrett, 1872)
- A. dovreana Barca, 1922
- A. doxasticana (Meyrick, 1881)
- A. dryocoma Meyrick, 1916
- A. empyra Turner, 1946
- A. encharacta Meyrick, 1918
- A. endophaga Meyrick, 1911
- A. eremodelta Meyrick, 1931
- A. ernestiana Obraztsov, 1961
- A. erythropa Meyrick, 1918
- A. euryphaea Turner, 1916
- A. exhilarata Meyrick, 1918
- A. eximiana (Walker, 1866)
- A. externa (Eversmann, 1844) - eierdopmot
- A. fluviana Kennel, 1918
- A. fungiferana (Meyrick, 1881)
- A. gerda (Busck, 1911)
- A. glaphyraspis Meyrick, 1921
- A. globigera Meyrick, 1914
- A. gonomela (Lower, 1899)
- A. helveticana (Duponchel, 1844)
- A. helvinana Kennel, 1900
- A. hepialana (Kennel, 1900)
- A. hormoterma Meyrick, 1938
- A. hoyosi (Rebel, 1911)
- A. hummeli Caradja, 1935
- A. hyperboreana Karvonen, 1932
- A. immanis (Meyrick, 1886)
- A. iniqua Meyrick, 1922
- A. insellata Meyrick, 1920
- A. intermissa Meyrick, 1931
- A. intricata Turner, 1916
- A. kemnerana Benander, 1943
- A. kirinana Toll, 1948
- A. kurdistana (Amsel, 1959)
- A. lasiosoma Meyrick, 1922
- A. lediana (Linnaeus, 1758)
- A. limenosema Meyrick, 1931
- A. lobotona Meyrick, 1921
- A. logica Meyrick, 1911
- A. lugubris (Felder, 1875)
- A. lupata Meyrick, 1911
- A. lutipennis Meyrick, 1921
- A. lutosana (Kennel, 1901)
- A. lychnospila Turner, 1946
- A. mengelana (Fernald, 1894)

- A. metaplecta Meyrick, 1920
- A. micana (Hübner, 1799)
- A. micrograpta Meyrick, 1921
- A. microlychna Turner, 1933
- A. mochlaspis Meyrick, 1921
- A. monospora Meyrick, 1939
- A. musochares Meyrick, 1925
- A. mysterica Turner, 1916
- A. nectarodes Meyrick, 1921
- A. nephelopsycha Meyrick, 1934
- A. nephelopyrga Meyrick, 1938
- A. nephobola Turner, 1946
- A. nimbosa Meyrick, 1920
- A. niphadastra Meyrick, 1921
- A. nomaea Meyrick, 1917
- A. noricana (Herrich-Schäffer, 1851)
- A. nucleata Meyrick, 1913
- A. ochreoalbana Walker, 1863
- A. ophiocosma Turner, 1946
- A. orichlora Meyrick, 1920
- A. orthacta Meyrick, 1908
- A. ottomana Obraztsov, 1952
- A. paragraphopis Meyrick, 1937
- A. pendulata Meyrick, 1911
- A. percnochlaena Meyrick, 1938
- A. perspicuana (Kennel, 1901)
- A. pfeifferiana Obraztsov, 1961
- A. phaeosigma Turner, 1916
- A. phoeniodes Meyrick, 1921
- A. phyllodes (Lower, 1899)
- A. porpocosma Meyrick, 1935
- A. praeterminata Caradja, 1933
- A. predotai Hartig, 1938
- A. prodroma Meyrick, 1913
- A. propitia Meyrick, 1918
- A. ptilonota Meyrick, 1921
- A. pyrrhopa (Lower, 1896)
- A. rebellis Meyrick, 1931
- A. retortimacula (Filipjev, 1929)
- A. rhopalitis Meyrick, 1920
- A. rivellana (Fabricius, 1775)
- A. roseomaculana (Herrich-Schäffer, 1851)
- A. rufana (Scopoli, 1763)
- A. rurestrana (Duponchel, 1843)
- A. sagata Meyrick, 1913
- A. scabellana (Zeller, 1852)
- A. scambodes Meyrick, 1911
- A. scansilis Meyrick, 1921
- A. scitulana Lederer, 1861
- A. scolocitis Meyrick, 1916
- A. scoriana (Guenée, 1845)
- A. schaefferana (Herrich-Schäffer, 1851)
- A. schmidtiana (Herrich-Schäffer, 1851)
- A. sediliata Meyrick, 1911
- A. siderea Turner, 1916
- A. sideropetra Meyrick, 1932
- A. sororiana Herrich-Schäffer
- A. spiraeana Kuznetsov, 1962
- A. stibiana (Guenée, 1845)
- A. stilpnosticta Turner, 1925
- A. stillans Meyrick
- A. subtusnigra (Hampson, 1891)
- A. symmathetes Caradja, 1916
- A. symmictopa Meyrick, 1930
- A. tenebrosa Turner, 1916
- A. tenerana (Schläger, 1847)
- A. toxosema Turner, 1946
- A. transformis Meyrick, 1921
- A. tricolorana (Meyrick, 1881)
- A. trichograpta Meyrick, 1911
- A. trifasciana (Walker, 1863)
- A. trithyra Meyrick, 1921
- A. turfosana (Herrich-Schäffer, 1851)
- A. umbrosana (Freyer, 1840)
- A. unedana Baixeras, 2002
- A. unimacula Turner
- A. valesiana (Rebel, 1906)
- A. vandarbana Osthelder, 1938
- A. vermiculata Meyrick, 1911
- A. vindemians Meyrick, 1922
- A. zelantha Meyrick, 1911
- A. zonastra Meyrick, 1931
- A. zophophanes Turner, 1946